# Toowoomba Region
Toowoomba Region – samorząd terytorialny w Australii, w stanie Queensland. Jest częścią aglomeracji South East Queensland zamieszkiwanej przez 4 mln osób. Od wschodniej strony graniczy ze stolicą stanu, Brisbane, dla którego jest miastem satelickim, jednakże od centrum biznesowego Brisbane oddalone jest o ok. 100 km. Toowoomba Region w granicach administracyjnych liczy 181 821 mieszkańców. W 2007 roku powstał z połączenia City of Toowoomba i kilku sąsiednich gmin.
W tym mieście rozwinął się przemysł spożywczy, włókienniczy, odzieżowy, maszynowy, chemiczny, meblarski, materiałów budowlanych oraz drzewny. Działa tutaj Uniwersytet Południowego Queenslandu.

## Sport
W mieście rozgrywany jest co roku, kobiecy turniej tenisowy rangi ITF, pod nazwą Hutchinson Builders Toowoomba Tennis International, z pulą nagród 25000 $.

## Miasta partnerskie
- Wanganui, Nowa Zelandia
- Takatsuki, Japonia
- P'aju, Korea Południowa